# Adromischus triflorus
Adromischus triflorus är en fetbladsväxtart som först beskrevs av Carl von Linné d.y., och fick sitt nu gällande namn av Ernst Friedrich Berger. Adromischus triflorus ingår i släktet Adromischus och familjen fetbladsväxter. Inga underarter finns listade i Catalogue of Life.

## Bildgalleri

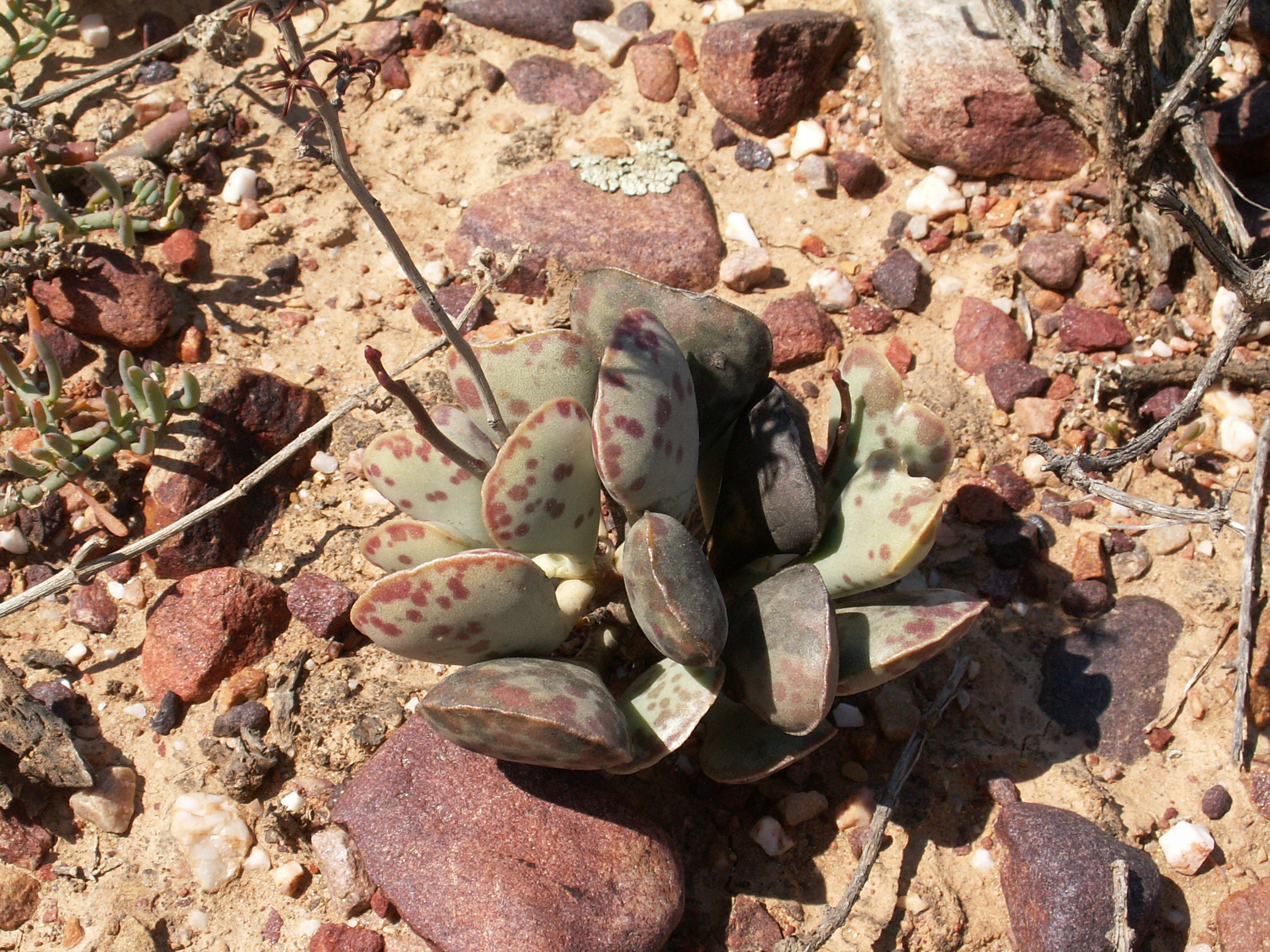
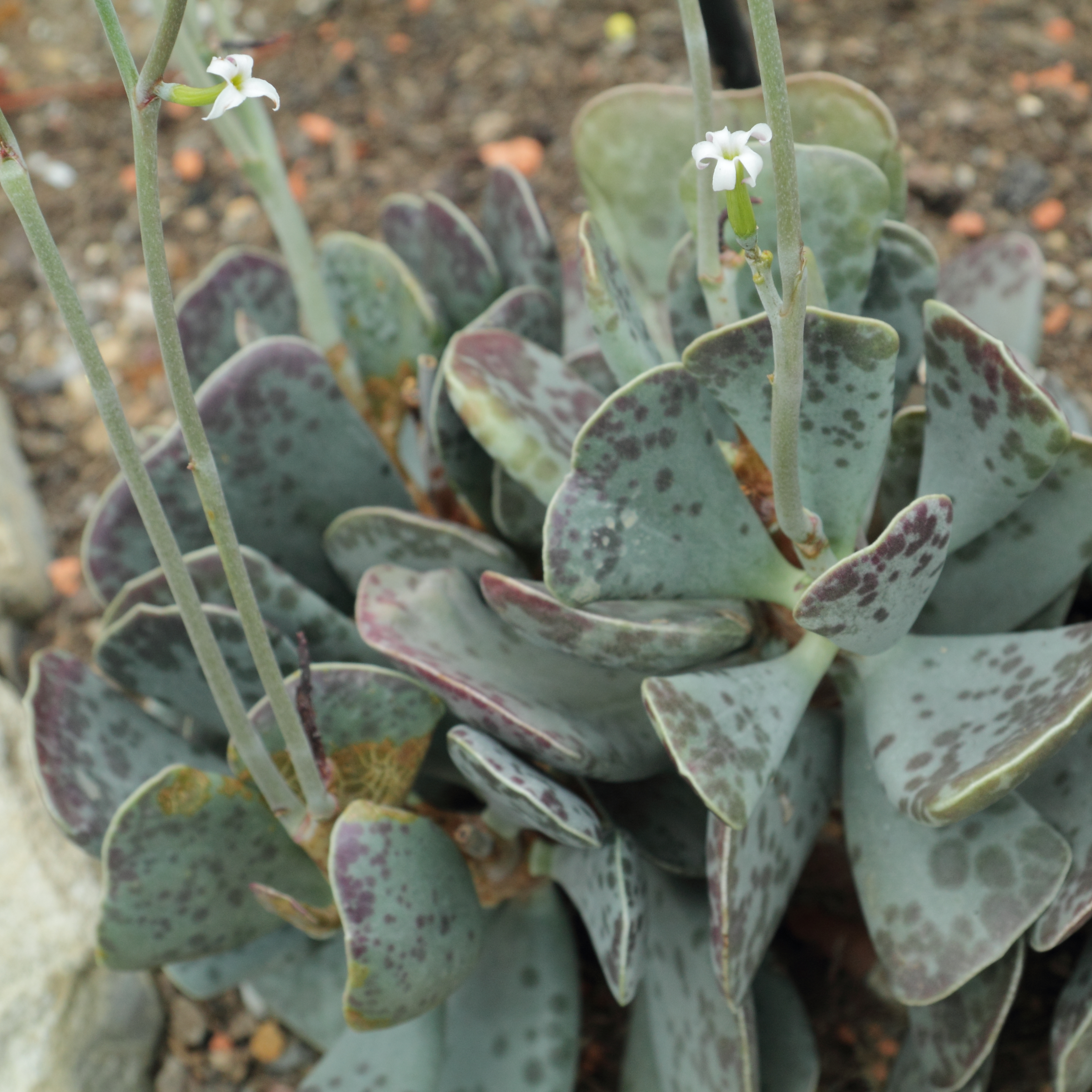